# Bucolió
Bucolió (grec antic: Βουκολιών) fou un lloc d'Arcàdia a la vall del riu Alfeu on es van retirar els habitants de Mantinea després de ser derrotats per Tègea el 423 aC. La seva situació és desconeguda, però era pròxima al lloc on després es va construir Megalòpolis.